# 島嶼黃蝶
島嶼黃蝶（学名：Eurema alitha），又名江崎黃蝶、黑緣黃蝶、江崎黃粉蝶、臺灣黃粉蝶、黑緣黃粉蝶，为粉蝶科黃蝶屬下的一个种。

## 描述
中小型粉蝶，體色黃色，背面有黑褐色紋。雄蝶頭部具褐色毛，黑褐色觸角帶白環，下唇鬚黃色前伸，口器黑褐色。胸部覆白色毛與鱗片，腹部黑褐帶黃色鱗，足同樣覆黃色鱗片。
前翅長19-22 mm，呈三角形略長，前緣微凸，外、後緣近筆直。翅背面底色黃色，雄蝶前翅前緣至外緣有黑褐色紋，並常在M3與CuA1室形成向外凹陷；後翅外緣亦帶黑褐色紋，冬季減弱。雌蝶翅色較淺，前翅缺乏黑邊，無性標。
翅腹面底色偏淺黃，前翅翅頂內側有褐斑，中室內通常有兩條黑褐細紋；後翅中室末端具黑褐短條，近基部有三枚小黑斑，外半部黑褐色斑紋不規則排列。雄蝶前翅CuA脈上有白色線形性標，雌蝶則無。

## 生態習性
本種幼蟲以豆科細花乳豆為食，一年多世代，成蟲全年可見。喜探尋花蜜，雄蝶也會聚集溼地吸水。

## 分布
本種為島嶼性物種，分布於東洋區、澳洲區島嶼，而不見於大陸。於臺灣分布於本島低至中海拔地區。

### 亞種
- E. a. alitha （棉蘭老島）
- E. a. basilana （巴西蘭省）
- E. a. djampeana （Tanah Jampea島）
- E. a. esakii （台灣）
- E. a. garama （蘇魯群島（英语：Sulu Archipelago）)
- E. a. gradiens（婆羅洲北部）
- E. a. jalendra（巴拉望省）
- E. a. novaguineensis（巴布亞紐幾內亞）
- E. a. samarana（薩馬島）
- E. a. sanama （蘇魯群島）
- E. a. sangira（印尼桑格島）
- E. a. zita （蘇拉威西島）
- E. a. lorquini （蘇拉威西島）

## 資料來源
1. 1 2  徐堉峰, 黃嘉龍, 梁家源. . 農業部林業及自然保育署. ISBN 9789860551563.
2. ↑  徐堉峰. . 台中市: 晨星出版社. 2013. ISBN 978-986-177-669-9.

## 外部連結
- 维基共享资源上的相關多媒體資源：島嶼黃蝶